# На Місяць з пересадкою
«На Місяць з пересадкою» (рос. «На Луну с пересадкой») — радянський дитячий художній фільм 1935 року, знятий режисером Миколою Лебедєвим на кіностудії «Ленфільм».

## Сюжет
Колгоспні школярі захоплюються авіамоделізмом. Один з них, піонер Льоня, зумів сконструювати модель міжпланетної ракети. Вночі хлопці запускають її до Місяця. Вранці колгоспники знайшли її у полі. Начальник політвідділу пояснив, що без навчання на Місяць не полетиш. Він став допомагати хлопчикам в роботі над планером. У село прилетіла льотчиця Наташа, сестра начальника політвідділу. Вона допомогла удосконалити конструкцію планера. Льоня потайки причепив планер до літака Наташі. При зльоті сталася аварія і Льоня потрапив до лікарні. Через кілька тижнів Льоня отримав лист від Наташі з інформацією про те, що восени в Криму пройдуть Всесоюзні змагання юних планеристів. Льоня поїхав на них і зайняв одне з перших місць.

## У ролях
- Леонід Глєбов —  Льоня
- Олександр Брянцев —  лікар
- Наталія Ростова —  мати Льоні
- Іван Савельєв —  начальник політвідділу МТС
- Євгенія Пирялова —  льотчиця Наташа
- Ірина Федотова —  листоноша
- Ніна Латоніна —  медсестра
- Ольга Курносова —  Оля
- Михайло Фадєєв —  Мішка
- Петро Куликов —  Петя

## Знімальна група
- Автор сценарію: Олександр Пантелєєв
- Режисер: Микола Лебедєв
- Оператор: Василь Симбірцев
- Художник: Абрам Векслер